# Église Notre-Dame-et-Saint-Mathurin de La Mailleraye-sur-Seine
L'église Notre-Dame et Saint-Mathurin est une église catholique située dans l'ancienne commune de La Mailleraye-sur-Seine, en France.

## Localisation
L'église est située à La Mailleraye-sur-Seine, ancienne commune du département français de la Seine-Maritime, rue de l'Église, commune nouvelle d'Arelaune-en-Seine depuis le 1er janvier 2016.

## Historique
L'église est bâtie au XVIe siècle et dédiée à Notre-Dame et saint Mathurin.
Du mobilier provenant de l'abbaye de Jumièges est déposé dans l'édifice.
L'édifice est inscrit au titre des monuments historiques le 24 novembre 1926.
Le 13 août 1963 un chanoine découvre une cache datée du XVIe siècle et abritant quatre satues.
En 2016 des reliques de saint Prosper sont retrouvées.

## Description
L'édifice est en pierre calcaire.
L'église obéit à deux styles différents : la nef et le gothique sont de style gothique flamboyant alors que le chœur est de style Renaissance. 